# シャルトル公爵の愉しみ
『シャルトル公爵の愉しみ』（シャルトルこうしゃくのたのしみ）は、名香智子による日本の漫画作品。

## 概要
1985年から2000年まで、『プチフラワー』（小学館）に不定期掲載された。もともとは1話ごとに異なったタイトルがつけられたシリーズ作品で、12巻分単行本化されていたが、2004年の文庫化に伴い上記のタイトルで統一され、現在小学館文庫より全7巻が刊行されている。フランスの名門貴族で大富豪でもあるシャルトル公爵家の三世代にわたる描写を中心に、ヨーロッパ上流階級における恋愛や結婚などがゴージャスな筆致で綴られている。『花の美女姫』とリンクしており、美女姫たちが登場する。

## 登場人物

### 主要人物
ラウール・ド・シャルトル公爵
金髪に青い眼をした、長身痩躯の美中年。きわめて誠実で紳士的、固すぎるほど生真面目な人物。また、普段は人間にも物にも執着を見せる事がほとんどなく、サラを愛人にした折には、執事から「このように人間らしいことをなさるとは夢のようで」と感涙にむせばれたこともあるほど。こうした性格のため学生時代から友人と呼べる存在がほとんどおらず、友情に飢えている部分があり、後々息子アンリより年下のミカエルから「友だち」の名のもとに振り回される羽目になっている。
息子のアンリは「人の上に立つ器ではなく経営能力も低い」と評しているが、アンリの悪友フランソワによると、大抵の人間はそのアンリよりラウールの人格を尊重している、というほどの人格者。変人ばかりの登場人物の中では比較的常識人であるが、それゆえに気苦労が絶えない。
性的にはノーマルだが、基本的に女性嫌い。しかし妻のヴィスタリアと妻公認の愛人サラだけは特別で、2人をこよなく愛しており、また遅くにできた娘のアテネーを溺愛している。
親族として、探検家の弟アランと他家に嫁いだ妹、妹の子供たちである姉弟の姪フィロメーヌと甥パリスがいる。
当人は穏当で堅実な人生を望んで歩んできたが、父のアンリは冒険家になりたいと願いながら先々代のシャルトル公爵である叔父に夢を潰されて家を継いでおり、息子のアンリも冒険好き・発掘好き、弟アランも冒険家であることから、シャルトル家の男子は危険を好む傾向があると考えている。
初出は1978年発表の「銀鼠色のマドモアゼル」だが、現在とは容姿のデザインが少々異なっている。

シャルトル公爵夫人ヴィスタリア
「ヴィスタリア」はあくまで愛称であり、本名は不明。ラウールとはいとこ同士で、結婚後、一男（アンリ）一女（アテネー）をもうける。グランサニュー侯爵令嬢で跡取り娘という地位にあり、個人的にも資産と権力を持っている。そのためシャルトルに嫁いだという意識がなく、離婚話が持ち上がっても気にかけたことがない。
エメラルドのような緑の瞳に、ゆるくウェーブした亜麻色のショートヘアが全編通してのスタイル。初期には男性と間違われるほどスレンダーな少年体型で描かれていた。
同性愛者であり、極度の男嫌いで男性は生理的にうけつけない。例外的にラウールを愛しているものの、彼とも新婚当時から別居生活をしている。男性からは魅力的な女性とみられているが、自身は女性のみを偏愛しており、欲情するのは通常は女性に限られるため、愛するラウールと結ばれる際には周囲が仕掛けを施した。
酒に弱く、深酒すると蕁麻疹が出る体質だが、落ち込むと懲りずに酒に逃げてしまう。また、酔っ払っていると自分から男性に言い寄る癖があり、結婚後も夫との関係は主にヴィスタリアが酔っている場合となっているが、酔いが覚めると大抵はその間の記憶が飛んでいる。超美形の男性ならば許容範囲だが、通常の精神状態では肉体関系までは持てない。美少年が女装して美少女に見える分には好ましく感じており、ミカエルにはたびたび女装をせがんでいる。
自宅であるグランサニュー館には、常に美女や美少女を侍らせている。特に黒髪が好み。才能ある女性たちのパトロンでもあり、それがサラがラウールの愛人になるきっかけとなった。ラウール曰く（年をとっても）「いつまでも30歳に見えるタイプの女性」。アンティーク人形のコレクターでもあり、自慢の人形たちを並べたティー・パーティを催すなどしている。

シャルトル公爵子息アンリ
ラウールとヴィスタリア夫妻の第1子。実質、本作品の主人公。フルネームは「アンリ・シャルル・フランソワ・アルベール・オーギュスト・ド・グランサニュー・ド・シャルトル」。現在は男性後継者のいない母方の「グランサニュー侯」を称号としている。
父親譲りのプラチナブロンドと母親譲りのエメラルドの瞳の甘いマスクの持ち主で、幼い頃より神童の誉れ高く、知性・容姿・家柄・財産全てに恵まれた青年。あらゆる語学に堪能で、旅行や冒険を好み、結婚後にも家族とのいさかいをきっかけとして、3年にわたり放浪の旅に出たことがある。
南米で一時行方不明になったことがあり、その間に記憶喪失となって現地女性と恋愛し子どもまで成したが、子どもは生まれるまえに死んだと認識している。記憶がなかったとはいえ、アネモネを裏切ったこと、また死んだ妻子に心を残していることからアネモネと結婚する気になれず、彼女の方から婚約解消をして貰い、レオポルディーネと出会うまでは生涯独身を貫くつもりでいた。
事業に関しては誰もが認めるやり手で、非常にドラスティックな手腕の持ち主。父母に似ないリアリストで、必要とあらば自ら手を汚す事も意に介さず、愛する妹、アテネーさえもその存在の抹消を可能性としてあげたことがある。周囲を支配しようとする反面、自身が支配されることは嫌悪しており、将来を心配した父ラウールに結婚を強制されかけたときには、ラウールを罠に嵌め、窃盗犯に仕立て上げようと企んだこともある。
バイセクシュアルで、最愛の人は美女丸・ソンモール・氏家・ド・ロシュフォール伯爵。本シリーズでは馬丁の青年に思いを寄せたこともあるが、プラトニックな恋愛を楽しもうとして彼を振り回したために不信感を抱かれ、振られてしまった。
成人してから患ったはしかで生死の境をさ迷った際、高熱のせいで精子が作れない身体になった。ただしシャルトル家の跡取りとしてあらかじめ精子の採取と冷凍保存を受けており、結婚後は人工授精によってレオポルディーネとの間にフィリップとクロウディアの兄妹をもうけている。

シャルトル公爵令嬢アテネー
ラウールとヴィスタリア夫妻の第2子。兄アンリとは20歳以上年が離れている。
先祖譲りの超能力を持つため、周囲の人々に危険に及ぶことを案じた兄アンリにより、田舎の城で世間から隔離されて育てられた。隔離以前は父ラウールの友人の娘、ソフィー・ド・ロシャンボーが唯一の友人だったが、以降は専属家庭教師の娘、ギャランス・ブーリエが遊び相手となる。また、隔離前に偶然出会ったミカエルを慕っていて、2人は将来泥棒仲間になるのだと宣言していた。
超能力者であるためか普通の人と違う思考回路を持ち、ミドルティーンの頃まで文字も覚えられず計算もできずにいた。そうした周囲との感覚や能力の差異が、父ラウールを始めとする親しい人々を戸惑わせ悲しませることにアテネー自身が傷つき、ついには言葉を話さなくなってしまった時期もあった。しかし成長後、アンリとともに世界を巡る内でそれなりに社会に適応できるようになり、後にアテネーの内面や問題を理解し、同じミカエルを慕っている者同士として共感したリオン皇太子と結ばれることになる。

レオポルディーネ・ハプスブルク
ラウールの友人の娘。豪華で豊満な美人。苗字の示す通り、オーストリア・ハプスブルク家の末裔。
自由奔放で大胆、その一方で非常に素直で優しく、信じやすい性格で、勘違いからの思い込みが激しい。さらには目的の為に手段を選ばず、強引な行動力を持っているため、しばしば周囲の人間を混乱に巻き込む。特技は空手で、アンリからは冗談交じりに人間凶器と呼ばれている。
ラウールには幼いころから実の娘のように可愛がられ、アンリの妻にと秘かに望まれていたが、本人はラウールに想いを寄せ続けており、ヴィスタリアに代わってラウールの妻になることを人生の目標としていた。後に紆余曲折を経てアンリのプロポーズを受け入れるが、それは彼と結婚すればラウールが義父になるという（アンリ曰く最低の）口説き文句に乗ったためである。アンリとは性格的には全く合わないものの、性的には相性が良いと互いに認めている。
大学卒業後にアンリと結婚。ラウールが年を取りすぎないうちにと早々に第1子となるフィリップを、数年後にはクロウディアを産んでいる。

リオン・カルロス・デ・ロノス大公
宝石産業を基幹産業とする地中海の島国「ロノス王国」の皇太子。母はイギリス人で、本人もイートン校からオックスフォードへ進み、お忍びでは「ダグラス・ホジキン」と英語名を名乗る。黒髪に深い青の瞳の美青年。ハプスブルク家の血をひいており、レオポルディーネとは子どもの頃からの親戚付き合いがあった。ミカエルに心身ともに魅かれている。
王国はあまり裕福ではなく、さらに自然災害からの復旧のために莫大な借金を背負ってしまったため、宝石泥棒をしながら窮境をしのいでいる。18歳の時には持参金目当てで当時4歳のアテネーに求婚したこともあったが、後に同様の目的でスペインの大富豪の娘イザベラと結婚する。
イザベラはリオンを深く愛しており夫婦仲は良好だったが、リオン自身はイザベラを好ましく思ってはいても、愛することはできないと思い込んでおり、後ろめたさを抱えていた。しかし、イザベラが妊娠中に飛行機事故で死去してしまい、強いショックを受けたことで、実は知らず知らずの間に彼女を愛していたことに気付く。その後は彼女への罪悪感から独身を通そうとしていたが、成長したアテネーと心の交流を持ち、互いに「そのままの自分を受け入れてくれる存在」として結ばれることとなる。

ミカエル
アンリの14歳の時の初恋の女性シルヴィと怪盗「銀鼠」の間の一人息子。男女両性を魅了する美少年。親譲りの泥棒の技術に長け、変装も陰謀もお手のもので、特に女装は秀逸でとびきりの美少女に扮することができる。その出会いで盗みの上手を取られたリオンに対抗心を抱きつつも、時には行動を共にし、良いコンビぶりを発揮する。
ソフィー会いたさに家を抜けだしたアテネーを保護したことがきっかけで、シャルトル家に出入りするようになる。美貌に加え頭も切れることからアンリに気に入られ、若いながらもシャルトル・グループの事業を一部任されるまでになる。ただし性格的には軽いところがあり、女性がらみのトラブルも多い。一方では温かな家庭に憧れてもおり、ソフィー・ド・ロシャンボーにあらためてプロポーズしてからは、プレイボーイぶりはすっかりとなりを潜めた。
遊びのつもりで付き合っていた銀行家の令嬢ヴィヴィアンヌ・フーケとの仲をこじらせた挙句、ヴィヴィアンヌと三男・スコットとの結婚を目論むカイザー家から、その障害になる存在として爆殺されかけ、一時的に記憶喪失に陥る。しかしこの事件が、彼にソフィーこそが一番大切な女性だと気付かせるきっかけとなった。
母を早くに亡くしたために愛情に対するコンプレックスを抱えており、アンリが失踪した際にはショックで涙を流したり、嫉妬から故人となったばかりのイザベラを侮辱してリオンに殴られたりといった場面もあった。

### 主要人物の家族・親戚
フィリップ
アンリとレオポルディーネ夫妻の第1子。父アンリと同様に生意気な神童で、14歳時点で既に大学を卒業しているが、祖父ラウールの教育方針により、ブーリエ夫人の息子を名乗って田舎のコレージュ（中学校に相当）に通学している。
ジェネラリストの父アンリに対し、一つのことを究める学究肌。幼いころからコンピューター技術に興味があり、自力でゲームを開発し大ヒットさせたほどだが、その方向にのめりこむあまり、周囲を顧みないことを心配されていた。しかし彼の素性を見抜いたコンピュータおたくのルイと友人になり、彼との友情を通じて人間関係を学びつつある。
妹のクロウディアには大甘だが、彼女の性格に問題があることは意識しており「妹ならまだいいが、結婚相手だと苦労するよ」と語っている。
クロウディア
アンリとレオポルディーネの第2子。外見は父アンリ似、性格は祖母ヴィスタリア似のわがままで高慢なお嬢様。ブラザーコンプレックスが激しく、フィリップを独り占めしたがっている。シリーズのごく終盤、2話しか登場していない。

アネモネ・ド・マレー男爵令嬢
アンリの元婚約者。赤毛が印象的な女性で敬虔なカトリック教徒。ラウール曰く「かわいらしくて楚々としているが、芯が有り思いやりがあって優しい理想的な女性」。アンリと出会った頃はソンモールに憧れていたが、やがてアンリと相思相愛になり駆け落ちして婚約。しかし、婚約中にアンリが行方不明になったあげく、発見後は記憶喪失になっていた上に、別の女性と愛し合い娘までもうけていたが母子ともに死んでしまったという事実を知り、アンリの心中を察して自ら申し出て婚約を解消した。
アンリと恋愛関係にあった当時はお嬢様らしいロングヘアーだったが、アンリと再会した際にはボランティア活動に従事しており、ショートヘアになっていた。
いずれ尼僧になるつもりでいたが、アンリの後押しもあってパリスの一途な想いを受け入れる決心をし、ボランティア先の南インドで結婚式を挙げる。

パリス
ラウールの妹の子どもで、アンリの従弟。アテネーが生まれるまで長く一人っ子だったアンリにとって、弟のような存在。アンリが南米で行方不明になったときにはアネモネとともに捜索に赴き、その間の出来事をともに体験している。アンリの元婚約者であるアネモネを長年一途に慕っており、アンリの結婚に先駆けて想いを実らせた。

銀鼠
ミカエルの父。恋人のシルヴィと共にかつて名の知られた怪盗銀鼠として世間を騒がせた。シルヴィはシャルトル家に盗みに入るための潜入の際に少年アンリとシャルトル夫妻に出会っている。シャルトル家での盗みの成功をもって怪盗業は引退し、シルヴィと結婚。ミカエルをもうけるもシルヴィは病没し、今は古本屋の親父。ミカエルがアテネーに接触したことでアンリと再会し、シャルトル家との付き合いが始まった。アンリに裏社会関係の情報を提供している。
かつては前髪で、今は髭とサングラスで容貌が隠されているが、昔一目だけ素顔を見たアンリは「見たこと無いようなスゴイ美貌、自分の何倍もかっこいい」と評していた。作中では氏名が伏せられており、アンリたちはムッシュウと呼んでいる。

### 主要人物の友人や関係者
美女丸・ソンモール・氏家・ド・ロシュフォール伯爵
関連作品『花の美女姫』の主役のひとり。作品中で2度の失恋を経験したあと、女性に恋することはなく独身を貫いている。
氏家家の跡取り息子であるフランス人ハーフの父と、群竹家の長女である母との間に生を受けた一卵性双生児の兄で、その下に弟がもうひとりいる。子孫の絶えた父方の祖母の実家である氏家家を継ぐべく、双子の弟と共に氏家の養子となった。輝くような金髪と空色の瞳の青年。成人後、万葉大学の日本文学教授となる。
アンリのとびきりひねくれた性格にもたじろがない寛容な性格の持ち主で、学生時代から彼の面倒を見ていた。アンリの長年の想い人だが、ソンモール自身はアンリを家族のように愛している。アンリはその魅力を「日本の真珠」に例え、フランソワは「いわゆる青春時代につい恋をしてしまう存在って奴」と評している。

姫丸・カーモール・氏家・ド・ロシュフォール
『花の美女姫』の主役のひとりで、ソンモールの弟。『花の美女姫』中に婚約していた11歳年下のマドロンと、この作品中では既に結婚しており、夫婦としてアンリの結婚式に参席している。

フランソワ・ド・ギーズ
ギーズ侯の次男。遊び人でバイセクシャル。アンリはフランソワが嫌いだと言い放つが、何だかんだで長年の付き合いの悪友。自由とお金を使いこなす達人で、遊びに関してはアンリも認める天才。
働くことが嫌いで、結婚するのはとびきり財産家の女性と常から公言しており、希望が叶って年上の財産家パトリシア・ウェインと結婚する。ただし、パトリシア曰く「財産目当ての求婚者はたくさんいたけれど、彼が他の人たちと違うのは私も財産の一つと思っていること」であり、夫婦仲は良好でミカエルからも「僕も早く結婚したくなったよ」と羨ましがられるほどである。

ソフィー・ド・ロシャンボー
ロシャンボー家令嬢。黒髪の美少女で、アテネーの同年代の親友。ソフィーの曽祖父が超能力者であったことを知ったラウールが、秘密を打ち明けられる相手として幼年のアテネーの遊び相手になってもらい、アテネーの大好きな友達となった。
ラウールが「白雪姫のようだ」と感嘆し、アテネーが「お母様のお人形みたい」と見惚れたほどの美貌に加え、聡明で利発で優しく、自他ともにストレスを生み易いアテネーが心安く付き合える数少ない相手。アンリ曰く「ソフィーには全てが備わっている」。
アテネーの縁で少年時代のミカエルと出会い、幼いながらも結婚の約束をする。その後、外交官である父親の任地替えに伴いボリビアに転居したため、一時アテネーともミカエルとも疎遠になったが、その間もラウールとはミカエルのことで文通を続けていた。
アテネーはミカエルとソフィーの間に、いずれ男女の双子が生まれることを予知している。

サラ・ヴェルシニ
ラウールの愛人。華やかな雰囲気と豊満な肢体を持つ黒髪の美女。元はパリのお針子で、クチュリエ志望だった恋人と死別し、彼の遺志を継ぐためにパトロンを求めていた。そのため、大富豪で美少女好みとして有名なヴィスタリアに、交通事故を装って接近しようとしたが、たまたま妻の車を借りていたラウールと出会うことになる。
その後はヴィスタリア公認のラウールの愛人として収まり、彼の支援を受けてメゾンを構え、後に「モードの女王」と呼ばれるようになる。ラウールは妻であるヴィスタリアと彼女の2人に、女王の風格という共通する魅力があると語っている。『ファンション・ファデ』の主要キャラクター。

エマニエル・ブーリエ
アネテーの家庭教師。夫と離婚後、ギャランスを連れてアテネーの住み込み専属教師となり、後にフィリップの世話もしている。修道院の院長の推薦だけあって、地味で堅実、生真面目で誠実な性格。物腰は優しいが、少し卑屈で引っ込みがちなところもある。娘のギャランスが見栄っ張りで浪費家だった夫の性格に似てきたことを悩んでいる。

ギャランス・ブーリエ
エマニエルの娘。アテネーと同年代の少女。母親に連れられて共に住み込み、アテネーの遊び相手を務める。
美少女で賢いが、生別した父親似の性格をしているらしく、幼いころは自己主張が強く、功利的で小ずるく立ち回るところがあった。しかしそのためにラウールの機嫌を損ねた際には思わず泣き出してしまい、ヴィスタリアからは「父親の愛情に敏感」だと気遣われている。
その後は成長とともに如才ない振る舞いを身につけ、人間関係に悩むアテネーの相談相手にもなっている。両親の離婚で大好きだった父親を失った経緯から、結婚や恋愛に関しては潔癖かつ批判的。

### カイザー家の人々
アルフレッド・カイザー4世
ラウールの学生時代からの自称友人。カイザー財団主宰。アメリカ一の資本家で大富豪の愛妻家。
若い頃はスリムな金髪の美青年だったが、中年になって再登場した時には、飽食から肥満体になったうえ頭頂部付近まで禿げあがり、ヴィスタリアが悲鳴を上げて避けるほど様変わりしていた。
学生時代から、ラウールを困らせることに喜びを感じるという、歪んだ迷惑な友情を抱いている。一方、仕事上ではシャルトルと権益を争うこともあり、そのやり口の汚さも含めてアンリから毛嫌されている。
愛妻家で妻のイリスに対しては婚約時代からベタ惚れで、イリスの方もアルフレッドの悪戯の計画に加わって別人の顔に整形までしているが、その後も愛は変わっていない。
ヴィヴィアンヌとスコットの政略結婚を進めるうえで、ミカエルをその障害と看做して爆殺しようとしたため、スコットと共にアンリに暗殺されかけた。

アルフレッド・カイザー・Jr
アルフレッドの長男。父親似の冷徹な性格。初婚の相手とは結婚後1週間で離婚したが、再婚相手とは上手く行っている。

バート・カイザー
アルフレッドの次男。フランス語がうまく話せないふりをして女性の気を引くなど、計算高いプレイボーイ。花嫁探しの手助けの依頼を口実に、ヴィスタリアを口説こうとした。

スコット・カイザー
アルフレッドの三男。家の意向でヴィヴィアンヌと結婚しようとしていたが、彼女の元恋人だったミカエルを警戒して喧嘩沙汰になり、悔し紛れに父親のアルフレッドシニアに告げ口をしたことで事件の火種を作ってしまう。ただし本人は父親のような悪人ではなく、父の所業を知って驚愕し、困惑する。アンリに父もろともミカエルの仇として爆殺されかけたときには、原因は自分にあるとして「パパは助けてほしい」と懇願し、ミカエルの無事を聞いた時には心から安堵していた。

エドウィン・カイザー
アルフレッドの四男。幼少時にアテネーと会って一目惚れして以来、ずっと彼女を想っていた。父や兄はカイザー家とシャルトルの縁結びを望んでいるが、本人の気持ちは純粋で、そのような政略的意図に悩み、アテネーを愛すれば愛するほど、結婚してはいけないと考えるようになっていった。カイザーを毛嫌いしているアンリからも特別扱いされるほど、性格が良く優しい少年。

## 他作品との関連
- アンリ・ド・シャルトルは、名香智子の作品『花の美女姫』の「恋のお相手はだあれ!?」より主人公たちの友人として登場し（作中「スール・アーリン」と呼ばれていた）、徐々に出番を増やしながら主役級のキャラクターに成長した。
- アンリが右足を失った理由については、文庫版『花の美女姫』第3巻収録「樹海の虜」「黄金の少年」を参照。
- 『ファンション・ファデ』に登場したマダム・フルールは、本作第1巻収録「純毛は生娘の愉しみ」や第2巻収録「ヘルメースは虚言する」内でサラ・ヴェルシニとしてその経緯が明らかにされている。また主人公のファデも養父バルザック博士（ラウールの弟の縁）を通じてシャルトル家と繋がりがあり、養母はサラと深い因縁がある。

## 既刊
プチフラワーコミックス（小学館）
- 純愛はジゴロの愉しみ 1986年6月20日 ISBN 4-09-178601-4
- アポローンは嫉妬する 1988年2月20日 ISBN 4-09-178771-1
- 貴婦人は頷かない 1993年6月20日 ISBN 4-09-178772-X
- 向日葵が恋をしたのは誰? 1994年4月20日 ISBN 4-09-178773-8
- 黒の皇太子 1995年2月20日 ISBN 4-09-178774-6
- 少年は贔屓される 1996年2月20日 ISBN 4-09-178775-4
- 悪趣味な美学 1996年10月20日 ISBN 4-09-178776-2
- 籠の中のお姫様 1997年8月20日 ISBN 4-09-178777-0
- 秘密はバラしてもいい 1998年5月20日 ISBN 4-09-178778-9
- エメラルドは気取り屋 1999年6月20日 ISBN 4-09-178779-7
- 縦横無尽の風 2000年3月20日 ISBN 4-09-178780-0
- 薄情が薄氷を踏む 2000年3月20日 ISBN 4-09-178602-2

小学館文庫（小学館）
- シャルトル公爵の愉しみ 1 2004年2月10日 ISBN 4-09-191551-5
- シャルトル公爵の愉しみ 2 2004年2月10日 ISBN 4-09-191552-3
- シャルトル公爵の愉しみ 3 2004年3月10日 ISBN 4-09-191553-1
- シャルトル公爵の愉しみ 4 2004年3月10日 ISBN 4-09-191554-X
- シャルトル公爵の愉しみ 5 2004年4月10日 ISBN 4-09-191555-8
- シャルトル公爵の愉しみ 6 2004年4月10日 ISBN 4-09-191556-6
- シャルトル公爵の愉しみ 7 2004年5月10日 ISBN 4-09-191557-4